# Liste der Kulturdenkmale in Göddeckenrode
In der Liste der Kulturdenkmale in Göddeckenrode sind alle Kulturdenkmale in Göddeckenrode, einer Ortschaft der Gemeinde Osterwieck (Landkreis Harz), aufgelistet. Grundlage ist das Denkmalverzeichnis des Landes Sachsen-Anhalt, das auf Basis des Denkmalschutzgesetzes des Landes Sachsen-Anhalt vom 21. Oktober 1991 durch das Landesamt für Denkmalpflege und Archäologie Sachsen-Anhalt erstellt und seither laufend ergänzt wurde (Stand: 31. Dezember 2021). 
Zurück zur Hauptliste

## Kulturdenkmale
| Lage                         | Bezeichnung | Beschreibung | Erfassungs- nummer | Ausweisungsart | Bild       |
| ---------------------------- | ----------- | --- | ------------------ | -------------- | ---------- |
| Platz an der Eiche 7 (Karte) | Bauernhaus  | langes, dreiteiliges Gebäude | 094 02042          | Baudenkmal     | Bauernhaus |
| Bachstraße 1 (Karte)         | Bauernhaus  | ehemals Bachstraße 17 | 094 02056          | Baudenkmal     | Bauernhaus |
| Bachstraße 2 (Karte)         | Bauernhaus  | ehemals Bachstraße 19 | 094 02057          | Baudenkmal     | Bauernhaus |
| Bachstraße 5 (Karte)         | Bauernhof   | ehemals Bachstraße 22 | 094 25508          | Baudenkmal     | Bauernhof  |
| Kirchstraße 9 (Karte)        | Kirche      | Die Kirche wurde zum Beginn des 18. Jahrhunderts erbaut, inschriftlich beendet wurde der Bau im Jahre 1718. Es ist ein Saalbau im Stil des Barocks mit einem Westturm, die Kirche hatte einen romanischen Vorgängerbau. Bausubstanz marode, 2023 in Vollsanierung | 094 02038          | Baudenkmal     | Kirche     |
| Dorfstraße 4 (Karte)         | Bauernhaus  | | 094 02047          | Baudenkmal     | Bauernhaus |
| Dorfstraße 5 (Karte)         | Bauernhaus  | ehemals Dorfstraße 28 | 094 02041          | Baudenkmal     | Bauernhaus |
| Dorfstraße 6 (Karte)         | Bauernhaus  | ehemals Dorfstraße 32b | 094 02043          | Baudenkmal     | Bauernhaus |
| Dorfstraße 8 (Karte)         | Bauernhaus  | ehemals Dorfstraße 34 | 094 02037          | Baudenkmal     | Bauernhaus |
| Dorfstraße 10                | Bauernhaus  | ehemals Dorfstraße 35 | 094 02049          | Baudenkmal     | Bauernhaus |
| Dorfstraße 11 (Karte)        | Bauernhaus  | ehemals Dorfstraße 36 | 094 02046          | Baudenkmal     | Bauernhaus |
| Honigstraße 1 (Karte)        | Bauernhaus  | ehemals Honigstraße 43 | 094 02045          | Baudenkmal     | Bauernhaus |
| Honigstraße 5 (Karte)        | Bauernhaus  | ehemals Honigstraße 44 | 094 02044          | Baudenkmal     | Bauernhaus |
| Kampstraße 5 (Karte)         | Bauernhaus  | | 094 02050          | Baudenkmal     | Bauernhaus |
| Kampstraße 8 (Karte)         | Bauernhaus  | | 094 02055          | Baudenkmal     | Bauernhaus |
| Kirchstraße 6 (Karte)        | Pfarrhaus   | | 094 02039          | Baudenkmal     | Pfarrhaus  |
| Kirchstraße 3 (Karte)        | Bauernhaus  | ehemals Kirchstraße 30 | 094 02040          | Baudenkmal     | Bauernhaus |

- siehe auch: Liste der Kulturdenkmale in Osterwieck

## Legende
In den Spalten befinden sich folgende Informationen:
- Lage: Nennt den Straßennamen und wenn vorhanden die Hausnummer des Kulturdenkmals. Die Grundsortierung der Liste erfolgt nach dieser Adresse. Der Link „Karte“ führt zu verschiedenen Kartendarstellungen und nennt die geographischen Koordinaten.
Link zu einem Kartenansichtstool, um Koordinaten zu setzen. In der Kartenansicht sind Baudenkmale ohne Koordinaten mit einem roten bzw. orangen Marker dargestellt und können in der Karte gesetzt werden. Baudenkmale ohne Bild sind mit einem blauen bzw. roten Marker gekennzeichnet, Baudenkmale mit Bild mit einem grünen bzw. orangen Marker.
- Offizielle Bezeichnung: Nennt den Namen, die Bezeichnung oder zumindest die Art des Kulturdenkmals und verlinkt, soweit vorhanden, auf den Artikel zum Objekt.
- Beschreibung: Nennt bauliche und geschichtliche Einzelheiten des Kulturdenkmals, vorzugsweise die Denkmaleigenschaften.
- Erfassungsnummer: Für jedes Kulturdenkmal wird in Sachsen-Anhalt eine 20stellige Erfassungsnummer vergeben. Die letzten zwölf Ziffern werden für die Untergliederung nach Teilobjekten genutzt und werden nur angegeben, soweit vergeben. In dieser Spalte kann sich folgendes Icon  befinden, dies führt zu Angaben zu diesem Baudenkmal bei Wikidata.
- Ausweisungsart: Die Einordnung des Denkmales nach § 2 Abs. 2 DenkmSchG LSA
- Bild: Ein Bild des Denkmales, und gegebenenfalls einen Link zu weiteren Fotos des Kulturdenkmals im Medienarchiv Wikimedia Commons. Wenn man auf das Kamerasymbol klickt, können Fotos zu Kulturdenkmalen aus dieser Liste hochgeladen werden: